# Allegro (Boulanger)
Pour les articles homonymes, voir Allegro.
Allegro est une œuvre pour orchestre de Nadia Boulanger composée en 1905.

## Présentation
La composition d'Allegro est achevée le 17 janvier 1905, alors que Nadia Boulanger est encore étudiante au Conservatoire de Paris,.
La musicologue Alexandra Laederich relève que « Gabriel Fauré avait approuvé l'œuvre qui fut exécutée à la classe d'orchestre du Conservatoire en 1905 ».
Le manuscrit autographe du conducteur est conservé au Musée de la musique. Il est signé et daté à la fin « 17 janvier 1905 ».
L'instrumentation de la pièce est : 3 flûtes (la troisième jouant piccolo), 3 hautbois (le troisième jouant cor anglais), 2 clarinettes , 2 bassons, 4 cors, 4 trompettes, 3 trombones, 1 tuba, timbales et cordes,.
Longtemps inédite à l'édition, l'œuvre est publiée en 2022 par Alphonse Leduc sous l'égide du Centre international Nadia et Lili Boulanger,. 
La création publique de la pièce est donnée le 18 janvier 2023 à l'Auditorium de Radio France à Paris, par l'Orchestre philharmonique de Radio France dirigé par Mikko Franck,. 

## Commentaires
Allegro est d'une durée indicative de cinq minutes environ.
La musicologue Hélène Cao relève que « la jeune musicienne de dix-sept ans a pensé son morceau comme un exercice sur la forme sonate. Peut-être s'est-elle souvenue de César Franck, dans la conception de la ligne mélodique [...] et la trajectoire dramatique [...]. L'orchestration reste encore sage [...]. En revanche, Nadia Boulanger fait preuve d'une belle imagination harmonique et d'une vigueur rythmique peu commune, laissant regretter qu'elle n'ait pas persévéré dans cette voie ». 
Dans le catalogue des œuvres de la compositrice établi par la musicologue Alexandra Laederich, la pièce porte le numéro NB 4.